# Miss Montigny
Pour plus de détails, voir Fiche technique et Distribution.
Miss Montigny est un film belge réalisé par Miel Van Hoogenbemt et sorti en 2005.

## Synopsis
Sandrine a un rêve, c'est d'ouvrir un salon d'esthéticienne dans son village de Montigny. Elle s'engage dans l'élection de Miss Montigny pour essayer de mener à bien son projet.

## Fiche technique
- Titre : Miss Montigny
- Réalisation : Miel Van Hoogenbemt
- Scénario : Gabrielle Borile
- Musique : Harry Escott, Molly Nyman, Axelle Red
- Photographie : Nigel Willoughby
- Montage : Ludo Troch
- Chef décoratrice : Véronique Sacrez
- Production : Sébastien Delloye
- Société de production : Kaléo Films, Entre Chien et Loup, A Private View, Samsa Film, Ipso Facto Films, RTBF, VRT et Wallimage
- Société de distribution : High Point Film and Television (France)
- Pays de production :  Belgique,  France,  Royaume-Uni et  Luxembourg
- Genre : Comédie dramatique
- Durée : 100 minutes
- Dates de sortie: 
  - France : 17 juin 2005 (Festival de Cabourg)
  - Belgique : 2 novembre 2005
  - France : 2 mai 2007

## Distribution
- Sophie Quinton : Sandrine
- Ariane Ascaride : Anna
- Johan Leysen : Antonio
- Fanny Hanciaux : Gianna
- Agathe Cornez : Catherine
- Magalie Dahan : Cecile
- Ségolène Schmitt : Nathalie
- Delphine Ysaye : Valerie